# ISAAC
 (février 2015).
Si vous disposez d'ouvrages ou d'articles de référence ou si vous connaissez des sites web de qualité traitant du thème abordé ici, merci de compléter l'article en donnant les références utiles à sa vérifiabilité et en les liant à la section « Notes et références ».
Pour les articles homonymes, voir Isaac (homonymie).
ISAAC est l’algorithme d’un générateur de nombres pseudo-aléatoires, entré dans le domaine public en 1996. Son auteur, Bob Jenkins, l’a conçu de manière qu’il soit assez sûr pour être utilisé en cryptographie. Cet algorithme produit 256 nombres de 32 bits d’un coup, qu’il retourne ensuite un par un.
Les résultats sont uniformément distribués, c’est-à-dire que chaque nombre a une probabilité égale d’être tiré. La suite des nombres générés est impossible à deviner à moins de connaître la graine (seed en anglais : nombre de départ utilisé pour initialiser le générateur de nombres aléatoires).
ISAAC a une période minimale garantie de 240. La période moyenne est de 28295.
Son nom signifie Indirection, Shift, Accumulate, Add, and Count en anglais.